# Acid risedronic
Acidul risedronic, utilizat și sub formă de risedronat sodic (cu denumirea comercială Actonel), este un medicament din clasa bisfosfonaților, fiind utilizat în tratamentul osteoporozei și al bolii Paget. Calea de administrare disponibilă este cea orală.
Molecula a fost patentată în 1984 și a fost aprobată pentru uz medical în 1998.

## Utilizări medicale
Acidul risedronic este utilizat în tratamentul osteoporozei la pacientele aflate în perioada de postmenopauză cu risc crescut de fracturi și în boala Paget.

## Efecte adverse
O complicație rară care poate apărea este osteonecroza de maxilar, tipică pentru toți bisfosfonații.